# Nemocardium peramabile
Nemocardium peramabile är en musselart som först beskrevs av Dall 1881.  Nemocardium peramabile ingår i släktet Nemocardium och familjen hjärtmusslor. Inga underarter finns listade i Catalogue of Life.